# 詹姆斯·弗格森
詹姆斯·弗格森（英語：James Ferguson，1949年4月27日—），美国前男子水球运动员。他曾代表美国国家队参加1972年夏季奥林匹克运动会水球比赛，结果队伍获得一枚铜牌。